# Mistrzostwa Świata w Biegu na Orientację 1981
Mistrzostwa Świata w Biegu na Orientację 1981 – odbyły się w dniach 4–6 sierpnia 1981 roku w Thun (Szwajcaria). Zawody odbyły się w dwóch konkurencjach: bieg indywidualny i sztafety.

## Wyniki
| Bieg indywidualny                                                     | Bieg indywidualny | Bieg indywidualny | Bieg indywidualny |
| --------------------------------------------------------------------- | ----------------- | ----------------- | ----------------- |
| Parametry trasy: 14,1 km, 15 punktów kontrolnych, 560 m przewyższenia |                   |                   |                   |
| Miejsce                                                               | Kraj              | Imię i nazwisko   | Czas              |
| 1                                                                     | Norwegia          | Øyvin Thon        | 1:30:05           |
| 2                                                                     | Norwegia          | Tore Sagvolden    | 1:32:33           |
| 3                                                                     | Norwegia          | Morten Berglia    | 1:33:10           |

| Sztafety                                                                           | Sztafety  | Sztafety                                                          | Sztafety |
| ---------------------------------------------------------------------------------- | --------- | ----------------------------------------------------------------- | -------- |
| Parametry tras: 10,2/10,4/11,8/12,0 km, ? punktów kontrolnych, 380 m przewyższenia |           |                                                                   |          |
| Miejsce                                                                            | Kraj      | Imię i nazwisko                                                   | Czas     |
| 1                                                                                  | Norwegia  | Øyvin Thon Harald Thon Tore Sagvolden Sigurd Daehli               | 4:38:15  |
| 2                                                                                  | Szwecja   | Lars-Henrik Undeland Bengt Levin Jörgen Mårtensson Lars Lönnkvist | 4:38:47  |
| 3                                                                                  | Finlandia | Kari Sallinen Ari Anjala Seppo Rytkönen Hannu Kottonen            | 4:45:23  |

| Bieg indywidualny                                                    | Bieg indywidualny | Bieg indywidualny  | Bieg indywidualny |
| -------------------------------------------------------------------- | ----------------- | ------------------ | ----------------- |
| Parametry trasy: 8,1 km, 18 punktów kontrolnych, 520 m przewyższenia |                   |                    |                   |
| Miejsce                                                              | Kraj              | Imię i nazwisko    | Czas              |
| 1                                                                    | Szwecja           | Annichen Kringstad | 1:05:47           |
| 2                                                                    | Norwegia          | Brit Volden        | 1:08:54           |
| 3                                                                    | Szwecja           | Karin Rabe         | 1:09:40           |

| Sztafety                                                                            | Sztafety   | Sztafety                                                          | Sztafety |
| ----------------------------------------------------------------------------------- | ---------- | ----------------------------------------------------------------- | -------- |
| Parametry tras: 7,5/7,6/8,5/8,6 km, 10 punktów kontrolnych, 190–280 m przewyższenia |            |                                                                   |          |
| Miejsce                                                                             | Kraj       | Imię i nazwisko                                                   | Czas     |
| 1                                                                                   | Szwecja    | Arja Hannus Barbro Lönnkvist Karin Rabe Annichen Kringstad        | 3:49:53  |
| 2                                                                                   | Finlandia  | Helena Mannervesi Marita Ruoho Liisa Veijalainen Outi Borgenström | 4:05:07  |
| 3                                                                                   | Szwajcaria | Ruth Schmid Annelies Meier Irene Bucher Ruth Humbel               | 4:13:10  |